# 고속항공모함 기동부대
고속항공모함 기동부대(Fast Carrier Task Force)는 제2차 세계대전에서 1944년 1월부터 1945년 8월 종전시까지 태평양 전쟁에서 미국 해군의 주력 공격부대 단위였다. 기동함대는 여러 별동 기동단(Task group)으로 구성되어 있으며, 각 기동단은 3~4척의 항공모함과 호위함으로 이루어져 있다. 호위함은 구축함 및 순양함과 당시 새로이 건조된 고속 전함 등으로 구성되어 있었다.

## 항공모함 중심의 해전
기동부대는 진주만 공습과 미드웨이 해전의 전훈을 바탕으로 구성되었다. 기동부대의 주요 공격력은 기존의 거대 전함의 주포에서 항공모함 탑재 항공기의 무장으로 바뀌었다. 따라서 항공모함을 재외한 다른 전투함은 항공모함 주위를 원형으로 둘러싸고 대공 방어망을 제공하는 것이 주요 임무가 되었다. 뇌격기의 어뢰 공격을 받을 경우 기동그룹은 적기의 진행 방향으로 침로를 변경하여 공격각을 재한하도록 기동하게 된다. 여러척의 항공모함을 동시에 운용함으로서 공격 및 방어에 사용 가능한 항공 전력에 있어 최대한 우위를 점하는 것이 목적이었다. 뇌격기에 의한 어뢰 공격의 경우 외에는 함대전투단내의 항공모함은 회피기동을 하지 않는 것이 일반적이다. 이것은 함대 내의 다른 함들이 좀 더 안정적인 대공 방어망을 제공하고, 근접해서 항해하는 것을 가능하게 하였다. 무엇보다 함대의 주력 방공 역시 항공모함이 탑재하는 항공 세력에 의하여 이루어졌다.

## 제독

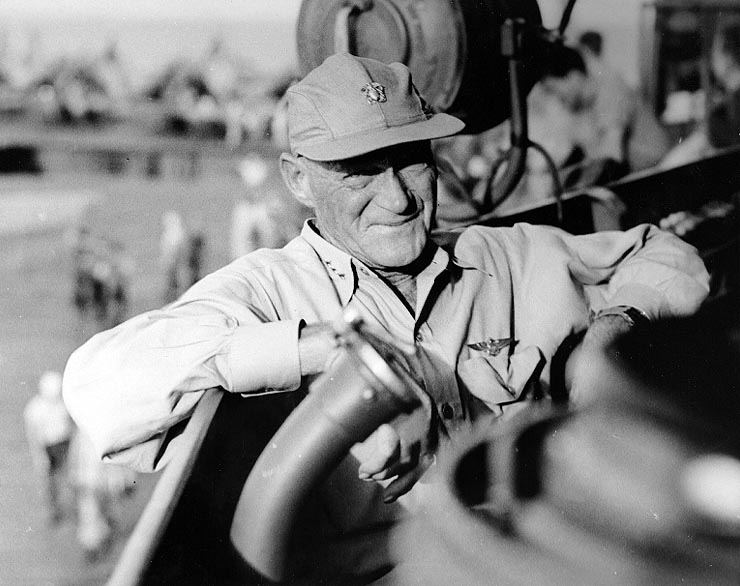
USS 렉싱턴(USS Lexington)에서 마크 미처 제독(Admiral Marc Mitscher)

기동부대 건설과 운용 개념에 가장 큰 영향을 미친 것은 마크 미처(Marc Mitscher) 제독이다. 기동함대는 전혀 다른 성향을 가진 두 제독이 번갈아 가며 지휘하게 된다. 레이먼드 스프루언스(Raymond Soruance) 제독은 계산적이고 신중한 성격이었으며, 윌리엄 홀시 제독은 공격적이고 모험적인 성격이었다. 고위급 지휘관들은 스프루언스 제독의 지휘를 받는 것을 선호했으며, 수병들은 홀시 제독을 자랑스러워 하였다. 이들은 체스터 니미츠 제독의 휘하에 있었다.
기동부대가 스프루언스 제독의 5함대에 속해 있을 때에는 제58기동부대(Task Force 58 (TF 58))로, 홀시 제독의 3함대에 속해있을 때에는 제 38기동부대(Task Force 38 (TF 38))로 표시하였다. 각 제독과 참모는 기동함대가 실제 작전에 투입되기 이전에 작전 계획 및 준비를 완료할 수 있었기 때문에 미국 해군은 매우 빠른 속도로 연속적인 작전을 수행할 수 있게 되었으며, 일본군에게는 실제보다 과장된 전력을 가지고 있는 것과 같은 인상을 주게 되었다.

## 실전

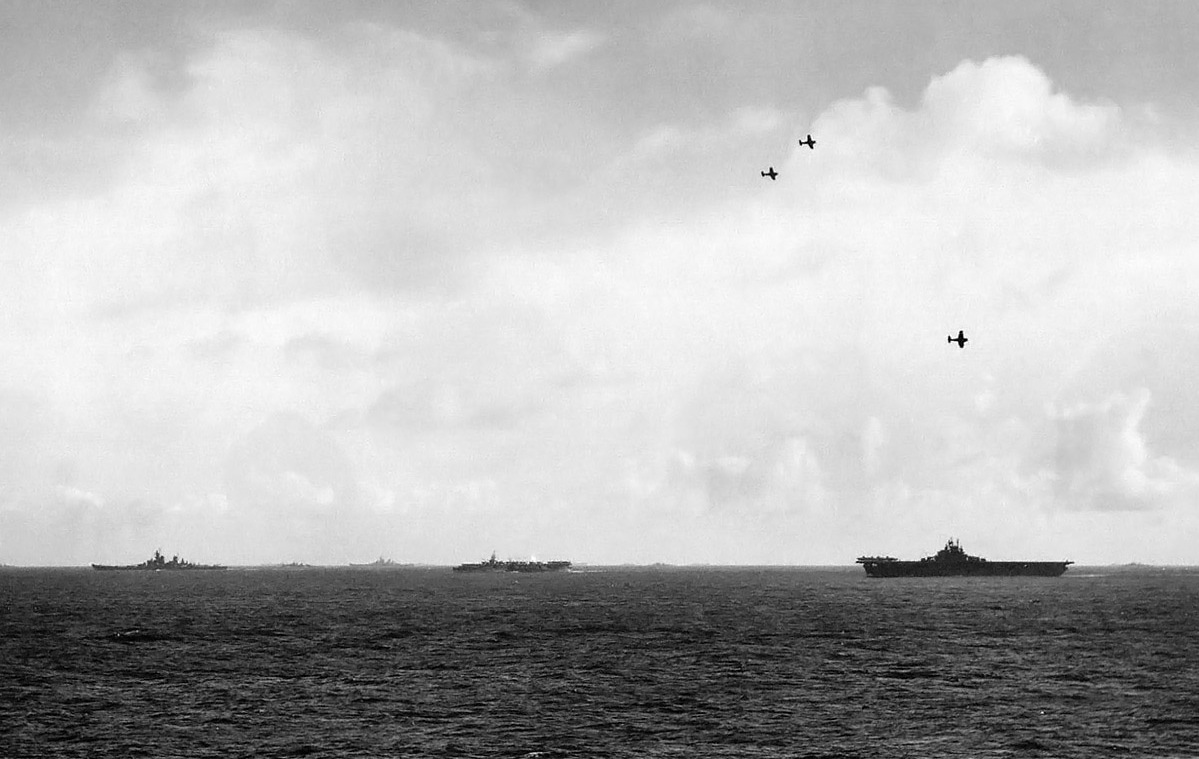
전투 초계비행의 엄호 아래 항해하는 5함대.

고속항공모함 기동부대는 제 2차 세계 대전 말기 2년에 진행된 모든 태평양 전선의 전투의 주역이다. 각 함대전투단은 독립적으로나 연합하여 필요한 곳에 투입될 수 있었다. 때로는 더 작은 단위로 나누어져 작은 작전에 투입되기도 하였다. 레이테만 전투나 이오지마 전투와 같은 주요 전투에서는 모두 합쳐서 거대 군단으로 기능하기도 하였다. 홀시 제독 휘하에서는 '3함대'로 표현하였으며, 스푸루언스 제독 지휘하에서는 '5함대'로 불리었다. 기동함대는 함대의 보급과 유지를 담당하는 '보급 함대(Service Squadron)'의 지원함 수백척과 함께 양륙군(Amphibious Force)의 주요 구성 요소였다. 5함대 지휘하에서 이 양륙군은 '5양륙군'으로, 3함대 지휘하에서는 '3양륙군'으로 표시되었다. 1945년 이오지마 전투 당시 기동함대는 18척의 항공모함과 8척의 전함, 2척의 전투순양함, 수십척의 순양함 및 구축함으로 구성되어 있었다. 태스크 포스 58는 역사상 가장 강력한 해군 함대였다.
태스크 포스 38는 1943년 8월에 사라토가함(USS saratoga(CV-3))를 기함으로 프래드릭 C. 셔먼 해군 소장을 사령관으로 하여 구성되었으며, 태스크 포스 58는 1944년 1월에 마크 미처 제독을 사령관으로 하여, 스프루언스 제독의 5함대 휘하에 구성된다. 태스크 포스 38의 명목상 지휘 체계는 계속 유지되었다.

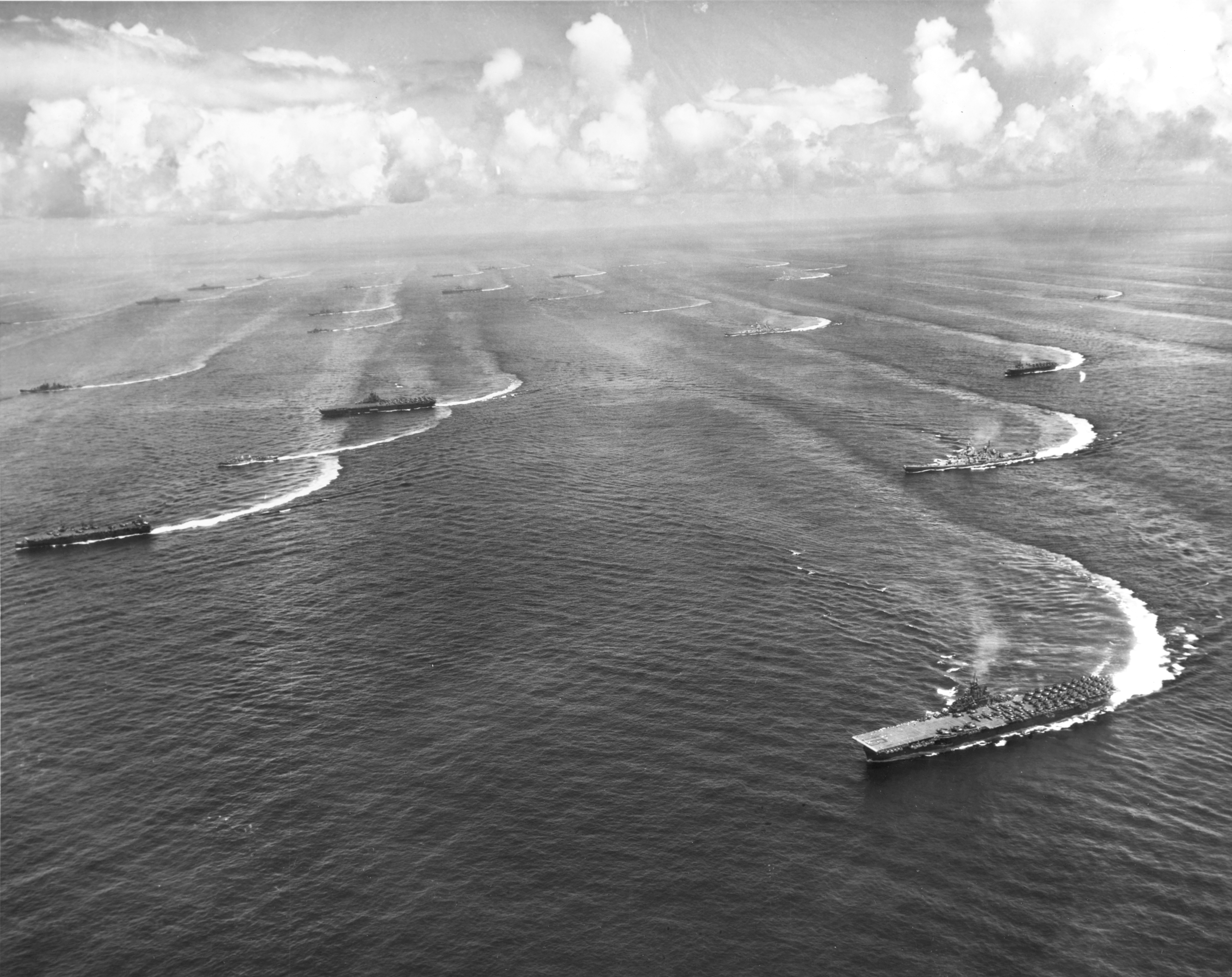
1945년 8월 17일 태스크 포스 38가 일본 근해에서 기동하고 있다.

1944년 8월 26일에 스프루언스 제독에서 홀시 제독에게 명령권이 이양되며, 다시 TF 38이 되었다. 함대의 초기 훈련과 항공 전력 운용 책임을 지던 미처 제독은 존 S. 맥케인(John S. McCain)제독은 해당 업무에 익숙해질 수 있는 여유를 가질 수 있도록 기동함대에 계속 남아 있기를 바랬으며, 킹 제독과 니미츠 제독은 이에 동의하였다. 홀시 제독이나 스프루언스 제독은 기동함대와 같이 항해하였다. 레이테섬 전투 직전에는 9척의 항공모함과 8척의 경항공모함을 가지는 규모로 커지게 되었다. TF 38이 4개의 함대전투단(Task Group)으로 구성되었다.

## 같이 보기
- 제2차 세계 대전 기간 연합군 해군의 일본 포격

## 참고

### 인용
1. ↑  Taylor p. 170
2. ↑  Potter p. 123
3. 1 2  Taylor p. 304
4. ↑  Reynolds p.
5. ↑  Tuohy, William (2007). 《America's Fighting Admirals:Winning the War at Sea in World War II》 (영어). Zenith Press. 323쪽. ISBN 978-0-7603-2985-6.
6. ↑  Potter p. 184
7. ↑  Willmott p. 180
8. ↑  《Video: Carriers Hit Tokyo! 1945/03/19 (1945)》 (영어). Universal Newsreel. 1945. 2012년 2월 22일에 확인함.}}
9. ↑  Potter p. 183

### 문헌자료
- Potter, E. B. (2005). 《Admiral Arliegh Burke》 (영어). U.S. Naval Institute Press. ISBN 978-1-59114-692-6.
- Reynonds, Clark (1968). 《The Fast Carriers》 (영어). U.S. Naval Institute Press. ISBN 1557507015.
- Taylor, Theodore (1954). 《The Magnificent Mitscher》 (영어). Naval Institute Press. ISBN 1-59114-850-2.
- Willmott, H.P. (1984). 《June, 1944》 (영어). Blandford Press. ISBN 0-7137-1446-8.